# Atrichum
Az Atrichum (magyarul Katalinmohák) növénynemzetség, a lombosmohák törzsén belül a Polytrichaceae családba tartozó rendszertani csoport. A név a görög Atrichum szóból származik, melynek jelentése: a = fosztóképző, nincs, hiányzik, trichos = haj. Ez arra utal, hogy a spóratok süvege (calyptra) csupasz, sima. A magyar elnevezés Ehrhart német botanikushoz vezethető vissza, aki II. Katalin orosz cárnőnőről nevezte el ezt a növénynemzetséget és a német botanikai iskola hatására kapta ezt a magyar nevet. Az Atrichum fajok elterjedtek Európában, Ázsiában, Amerikában, Afrikában és Ausztráliában is.

## Megjelenésük
A legtöbb Atrichum faj erőteljes felépítésű növény. Száruk egyszerű vagy kissé elágazó, laza gyepet alkotnak. A levelek hosszúkás tojásdad, lándzsa alakúak. A levéllemez enyhén hullámos, a levélszél fogazott. Szárazon a levelek begöndörödnek. A levélér erőteljes, a levél felső oldalán általában kilenc hosszanti léc kinövés található a levéléren, ezek fotoszintetizálásra képesek. A spóratokok hosszúkás, hengeres alakúak, enyhén hajlottak. A tokfedél hosszú csőrben végződik. A spóratoknak 32 perisztómiuma van.

## Rendszertan, fajok
Stech & Frey szerint a világon 20 faj tartozik az Atrichum nemzetségbe. Európában az alábbi fajok a leggyakoribbak:
- Atrichum angustatum*
- Atrichum flavisetum
- Atrichum tenellum
- Atrichum undulatum*

A csillaggal jelölt fajok Magyarországon is élnek.

## Fordítás
Ez a szócikk részben vagy egészben  az   Atrichum című német Wikipédia-szócikk ezen változatának fordításán alapul.  Az eredeti cikk szerkesztőit annak laptörténete sorolja fel. Ez a jelzés csupán a megfogalmazás eredetét és a szerzői jogokat jelzi, nem szolgál a cikkben szereplő információk forrásmegjelöléseként.